# Вутке, Карл
Карл Вутке (нем. Carl Wuttke; 3 января 1849, Требниц, Провинция Позен, Пруссия — 4 июля 1927, Мюнхен) — немецкий художник.

## Жизнь и творчество
Изучал живопись сперва в берлинской Академии художеств (в 1871—1873), затем в 1873 году в Мюнхене у Ангело Кваглио и в 1877—1878 — в Дюссельдорфе у Ойгена Дюкера.
Художник много путешествовал. В 1874 году он отправился пешком в Италию, где жил и работал до 1876. Впоследствии неоднократно приезжал в эту страну, где создавались многие его полотна, в том числе на Сицилии и Сардинии. В 1880 посетил южную Испанию, в 1894 году — Норвегию. Также путешествовал по Африке — Алжиру, Египту и Судану; в 1893 приезжал в США, в 1898—1899 совершил кругосветное путешествие, побывав также в Китае и Японии. На Дальнем Востоке написал картины для германского императора Вильгельма II, которыми был украшен Серебряный зал берлинского Городского дворца.
С 1885 постоянно проживал в Мюнхене, выезжая из этого города только в свои дальние путешествия. Был в первую очередь пейзажистом, однако нередко писал и жанровые сценки. По яркости подбираемых им красок и особенностям стиля является одним из предтеч импрессионизма.

## Сочинения
- Reise-Erinnerungen von Studienfahrten rings um die Erde. München 1914

## Галерея

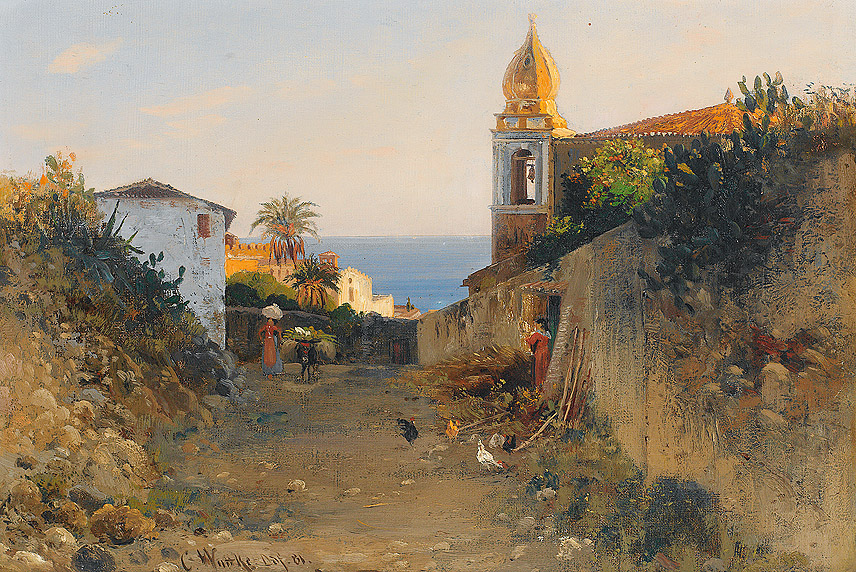
Южный городок
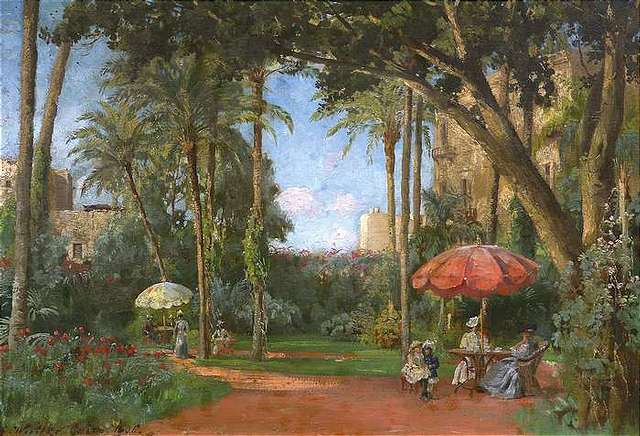
Сад в Каире (1906)
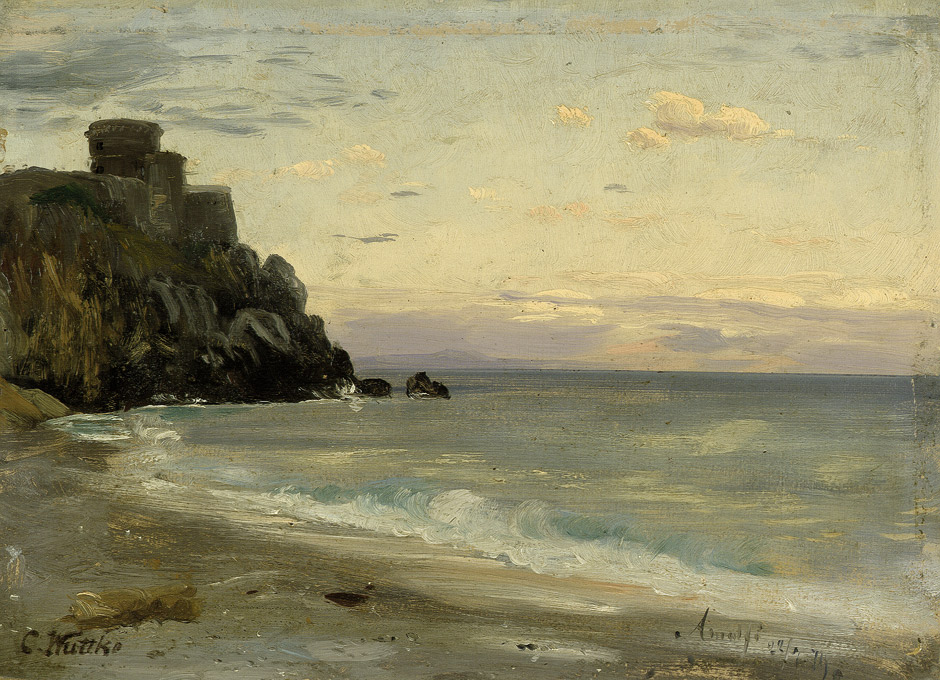
У Амальфи
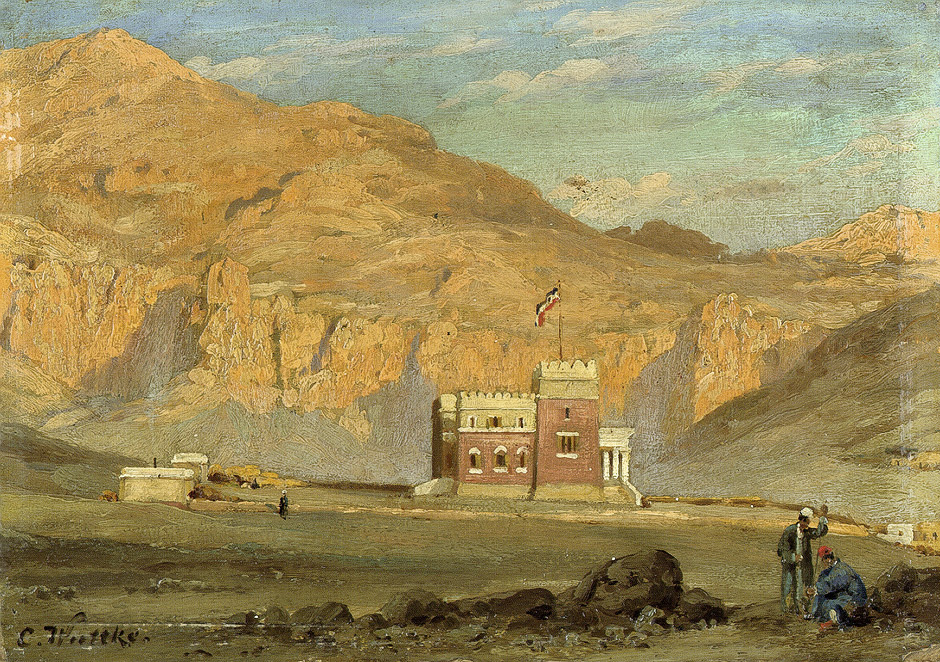
Немецкий дом в Фивах
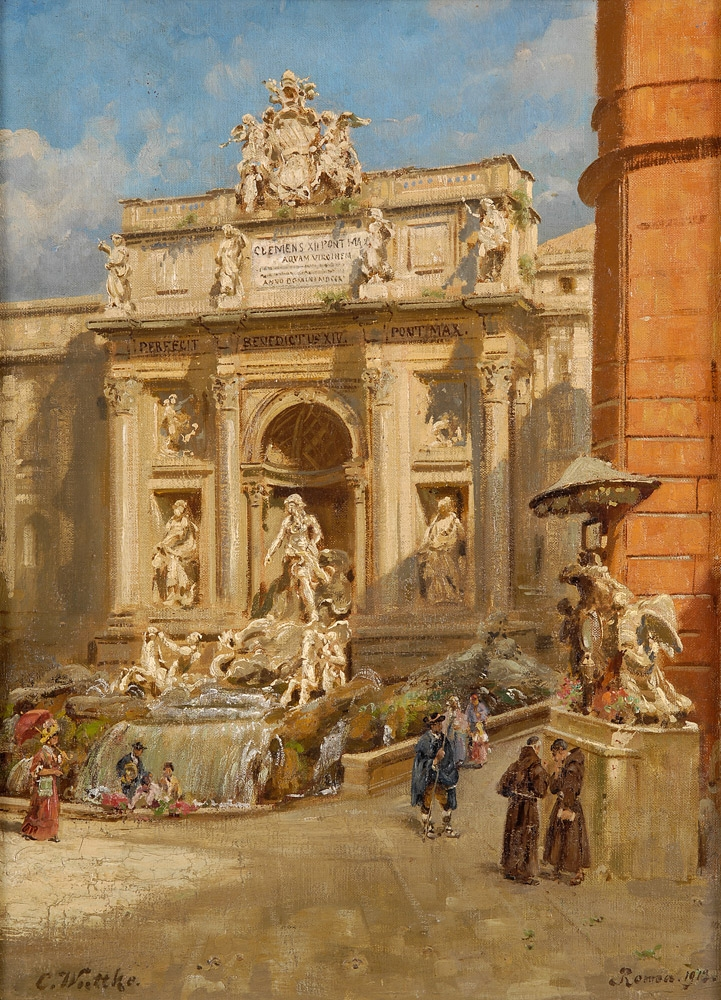
Фонтана ди Треви (1912)
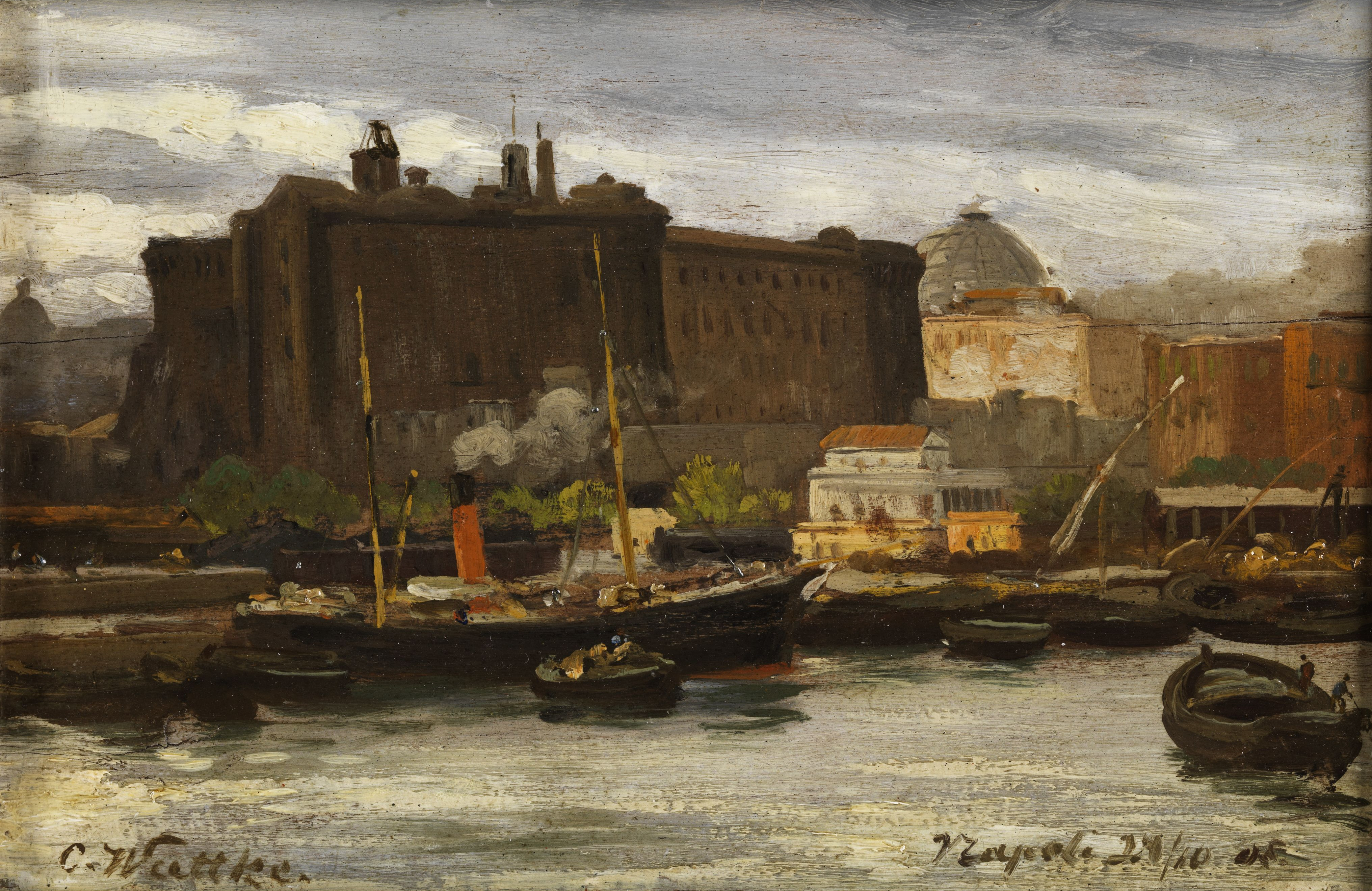
В неаполитанском порту
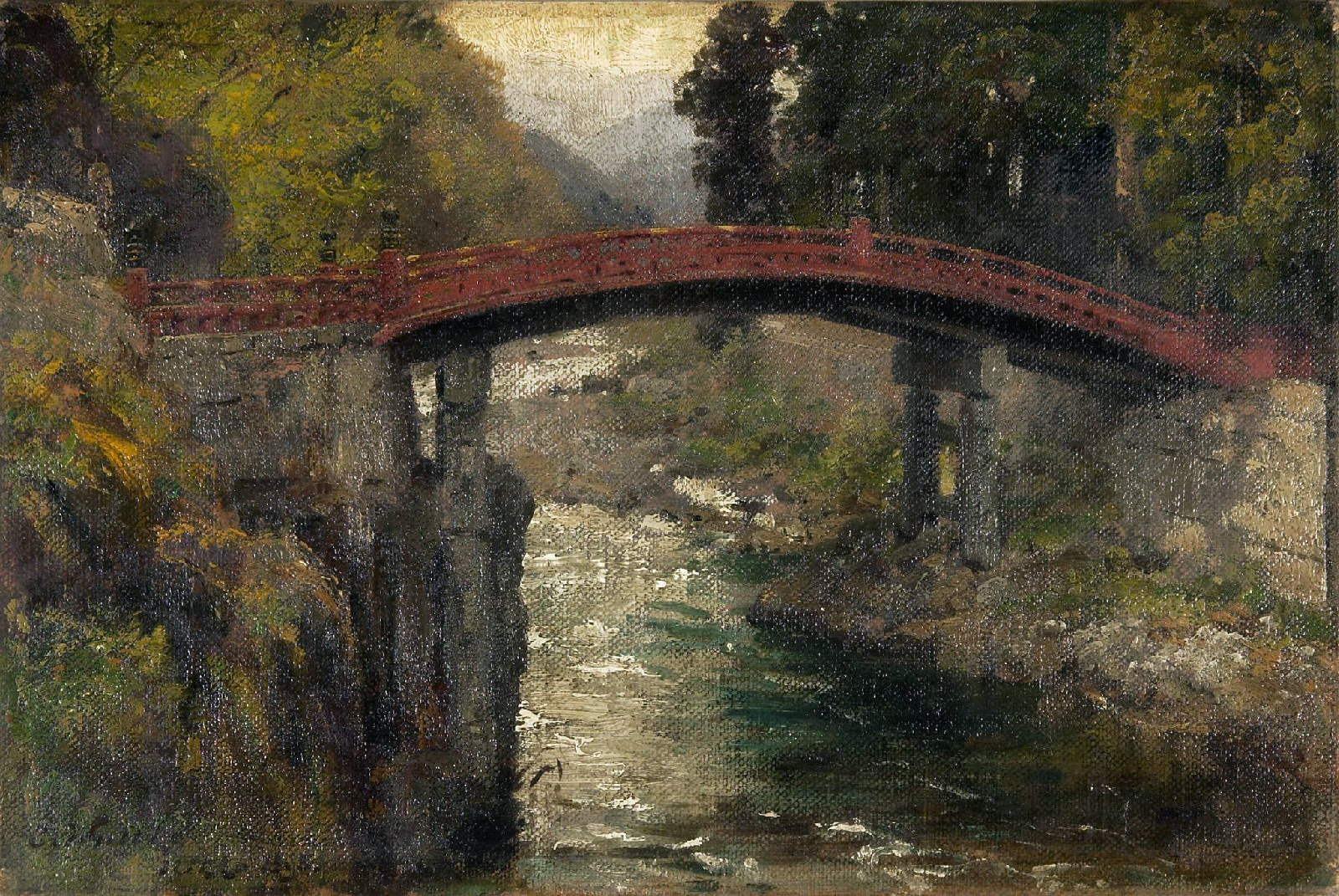
Священный мост в Никко (1898)